# Piłka wodna na Letnich Igrzyskach Olimpijskich 1956
Piłka wodna na Letnich Igrzyskach Olimpijskich 1956 w Melbourne rozgrywana była w dniach 28 listopada – 7 grudnia. Startowali tylko mężczyźni. Złoty medal wywalczyła drużyna Węgier, srebrny krążek przypadł drużynie Jugosławii a brązowy medal został zdobyty przez reprezentację Związku Radzieckiego. Do historii igrzysk olimpijskich przeszedł słynny mecz reprezentacji Węgier z reprezentacją Związku Radzieckiego okrzyknięty „Krwią w wodzie”.

## Wyniki zawodów[3]

### Grupa A
| Drużyna    | Pkt | Mecze | Zwycięstwa | Remisy | Porażki | +  | -  |
| ---------- | --- | ----- | ---------- | ------ | ------- | -- | -- |
| Jugosławia | 6   | 3     | 3          | 0      | 0       | 15 | 5  |
| ZSRR       | 4   | 3     | 2          | 0      | 1       | 9  | 6  |
| Rumunia    | 2   | 3     | 1          | 0      | 2       | 9  | 9  |
| Australia  | 0   | 3     | 0          | 0      | 3       | 3  | 16 |

| 28 listopada |     |           |
| Rumunia      | 4–2 | Australia |
| Jugosławia   | 3–2 | ZSRR      |
| 29 listopada |     |           |
| ZSRR         | 4–3 | Rumunia   |
| Jugosławia   | 9–1 | Australia |
| 30 listopada |     |           |
| Jugosławia   | 3–2 | Rumunia   |
| ZSRR         | 3–0 | Australia |

### Grupa B
| Drużyna           | Pkt | Mecze | Zwycięstwa | Remisy | Porażki | +  | -  |
| ----------------- | --- | ----- | ---------- | ------ | ------- | -- | -- |
| Węgry             | 4   | 2     | 2          | 0      | 0       | 12 | 3  |
| Stany Zjednoczone | 2   | 2     | 1          | 0      | 1       | 7  | 9  |
| Wielka Brytania   | 0   | 2     | 0          | 0      | 2       | 4  | 11 |

| 28 listopada      |     |                   |
| Stany Zjednoczone | 5–3 | Wielka Brytania   |
| 29 listopada      |     |                   |
| Węgry             | 6–1 | Wielka Brytania   |
| 30 listopada      |     |                   |
| Węgry             | 6–2 | Stany Zjednoczone |

### Grupa C
| Drużyna                       | Pkt | Mecze | Zwycięstwa | Remisy | Porażki | +  | -  |
| ----------------------------- | --- | ----- | ---------- | ------ | ------- | -- | -- |
| Włochy                        | 4   | 2     | 2          | 0      | 0       | 11 | 3  |
| Wspólna Reprezentacja Niemiec | 2   | 2     | 1          | 0      | 1       | 7  | 9  |
| Singapur                      | 0   | 2     | 0          | 0      | 2       | 2  | 20 |

| 28 listopada                  |     |                               |
| Wspólna Reprezentacja Niemiec | 5–1 | Singapur                      |
| 29 listopada                  |     |                               |
| Włochy                        | 7–1 | Singapur                      |
| 30 listopada                  |     |                               |
| Włochy                        | 4–2 | Wspólna Reprezentacja Niemiec |

### Grupa o miejsca 7–10
| Drużyna         | Pkt | Mecze | Zwycięstwa | Remisy | Porażki | +  | -  |
| --------------- | --- | ----- | ---------- | ------ | ------- | -- | -- |
| Wielka Brytania | 6   | 3     | 3          | 0      | 0       | 21 | 9  |
| Rumunia         | 4   | 3     | 2          | 0      | 1       | 21 | 8  |
| Australia       | 2   | 3     | 1          | 0      | 2       | 7  | 11 |
| Singapur        | 0   | 3     | 0          | 0      | 3       | 8  | 29 |

| Wielka Brytania | 11–5 | Singapur  |
| Wielka Brytania | 5–2  | Australia |
| Rumunia         | 15–1 | Singapur  |
| Wielka Brytania | 5–2  | Rumunia   |
| Australia       | 3–2  | Singapur  |
| Rumunia         | 4–2  | Australia |

### Grupa o miejsca 1–6
| Drużyna                       | Pkt | Mecze | Zwycięstwa | Remisy | Porażki | +  | -  |
| ----------------------------- | --- | ----- | ---------- | ------ | ------- | -- | -- |
| Węgry                         | 10  | 5     | 5          | 0      | 0       | 20 | 3  |
| Jugosławia                    | 7   | 5     | 3          | 1      | 1       | 13 | 8  |
| ZSRR                          | 6   | 5     | 3          | 0      | 2       | 14 | 14 |
| Włochy                        | 4   | 5     | 2          | 0      | 3       | 10 | 13 |
| Stany Zjednoczone             | 2   | 5     | 1          | 0      | 4       | 10 | 20 |
| Wspólna Reprezentacja Niemiec | 1   | 5     | 0          | 1      | 4       | 11 | 20 |

| 1 grudnia         |     |                               |
| Włochy            | 2–3 | ZSRR                          |
| Jugosławia        | 5–1 | Stany Zjednoczone             |
| 3 grudnia         |     |                               |
| Stany Zjednoczone | 4–3 | Wspólna Reprezentacja Niemiec |
| Węgry             | 4–0 | Włochy                        |
| 4 grudnia         |     |                               |
| Jugosławia        | 2–2 | Wspólna Reprezentacja Niemiec |
| Stany Zjednoczone | 2–3 | Włochy                        |
| 5 grudnia         |     |                               |
| ZSRR              | 3–1 | Stany Zjednoczone             |
| Węgry             | 4–0 | Wspólna Reprezentacja Niemiec |
| 6 grudnia         |     |                               |
| ZSRR              | 0–4 | Węgry                         |
| Jugosławia        | 2–1 | Włochy                        |
| 7 grudnia         |     |                               |
| ZSRR              | 6–4 | Wspólna Reprezentacja Niemiec |
| Jugosławia        | 1–2 | Węgry                         |

## Medaliści
| | | |
| Węgry László Jeney · István Hevesi · Dezső Gyarmati · Kálmán Markovits · Tivadar Kanizsa · István Szívós · György Kárpáti · Ottó Boros · Mihály Mayer · Antal Bolvári · Ervin Zádor | Jugosławia Ivo Cipci · Tomislav Franjković · Vlado Ivković · Zdravko Ježić · Hrvoje Kačić · Zdravko Kovačić · Lovro Radonić · Marijan Žužej | ZSRR Boris Gojchman · Walentin Prokopow · Jurij Szlapin · Wiaczesław Kuriennoj · Piotr Brieus · Petre Mszwenieradze · Boris Markarow · Michaił Ryżak · Wiktor Agiejew · Nodar Gwakarija |

## Zestawienie końcowe drużyn
| Poz. | Drużyna                       |
| ---- | ----------------------------- |
|      | Węgry                         |
|      | Jugosławia                    |
|      | ZSRR                          |
| 4.   | Włochy                        |
| 5.   | Stany Zjednoczone             |
| 6.   | Wspólna Reprezentacja Niemiec |
| 7.   | Wielka Brytania               |
| 8.   | Rumunia                       |
| 9.   | Australia                     |
| 10.  | Singapur                      |